# Möne socken
Möne socken i Västergötland ingick i Ås härad och är sedan 1974 en del av Ulricehamns kommun, från 2016 inom Möne distrikt.
Socknens areal är 18,46 kvadratkilometer varav 18,15 land. År 1951 fanns här 227 invånare. Sockenkyrkan Möne kyrka ligger i socknen.   

## Administrativ historik
Socknen har medeltida ursprung.  
Vid kommunreformen 1862 övergick socknens ansvar för de kyrkliga frågorna till Möne församling och för de borgerliga frågorna bildades Möne landskommun. Landskommunen uppgick 1952 i Hökerums landskommun som 1974 uppgick i Ulricehamns kommun. Församlingen införlivade 1989 Södra Vånga församling och uppgick 2006 i Hällstads församling.
1 januari 2016 inrättades distriktet Möne, med samma omfattning som Möne församling hade 1999/2000 och fick 1989, och vari detta sockenområde ingår.
Socknen har tillhört län, fögderier, tingslag och domsagor enligt vad som beskrivs i artikeln Ås härad. De indelta soldaterna tillhörde Älvsborgs regemente, Ås kompani och Västgöta regemente, Elfsborgs kompani.

## Geografi
Möne socken ligger norr om Ulricehamn. Socknen är en höglänt skogsbygd med inslag av odlingsbygd.

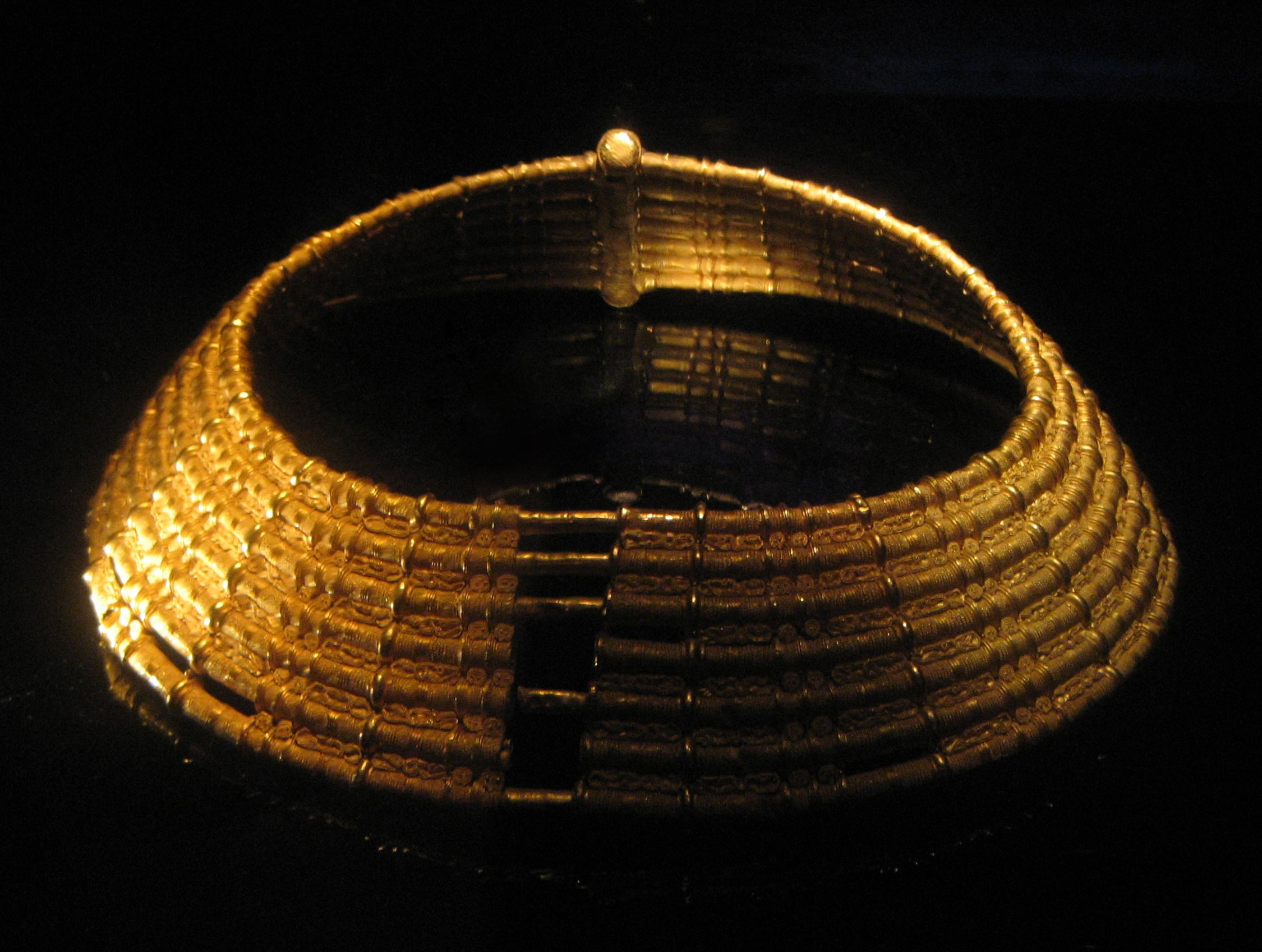
Mönekragen

## Fornlämningar
Från järnåldern finns ett gravfält och stensättningar. En guldhalskrage, Mönekragen, påträffades 1864.

## Namnet
Namnet skrevs 1331 Mömöne och kommer från kyrkbyn. Efterleden är vin, 'betesmark'. Förleden är mon/mön, 'takås, höjdrygg'.